# حزب الشباب الوطني اللبناني
الشباب الوطني حزب سياسي لبناني عربي قومي ديموقراطي يهدف لتحقيق المثل العليا مثل الأخلاق والخير والحق العروبة والوطنية والعدالة الاجتماعية.

## الهدف العام
يهدف حزب الشباب الوطني عن طريق العمل بنظام وثبات وإيمان ونضال في سبيل تحقيق المبادئ والأهداف السياسية والاجتماعية والاقتصادية المُثلى وهذه أهمُّها نقدمها إلى الشعب اللبناني.

### ميثاق حزب الشباب الوطني

#### السياسة الداخلية لدولة لبنان[2]
1. الدولة اللبنانية دولة عربية ونحن نسعى لصهر جميع اللبنانيين في بوتقة واحدة دون تفريق بين دين وآخر ( الوطن للجميع ).
2. الشعب هو مصدر جميع السلطات والنظام الأفضل للحكم هو النظام الديموقراطي .
3. المحافظة على التوازن التام بين قوى الدولة الثلاث: التشريعية والتنفذية والقضائية بحيث لا تطغى إحداها على الأُخرى تحت مبدأ الفصل بين السلطات وتعاونها.
4. الحريات مقدسة مصونة : حرية الكلام والنشر والاعتقاد والتجمع ضمن حدود القانون ومبادئ حقوق الإنسان .
5. العمل لتحقيق المساواة التامة في الحقوق والواجبات بين جميع اللبنانيين على السواء.
6. السعي لإلغاء الطائفية السياسية.
7. تطبيق اللامركزية الإدارية .
8. السعي لوضع قانون انتخابات يعتمد القضاء أو الدائرة الفردية الصغرى.
9. السعي لوضع قانون عصري للانتخابات البلدية.
10. محاربة الفساد في الإدارات والمؤسسات العامّة عبر تفعيل أجهزة الرقابة المختصة.

#### السياسة العربية
1. السعي لتوحيد سياسة البلاد العربية الخارجية عبر تفعيل دور الجامعة العربية لتكون أداة فعالة مثلى لتحقيق أماني أبناء الوطن العربي.
2. عدم جعل بلادنا ممراً أو منطلقاً للاعتداء على أي بلد عربي .
3. فلسطين عربية يجب أن تعود للوطن الأُم.

#### السياسة الدولية
1. رفع شعار عدم التدخل بالشؤون الداخلية لأي بلد .
2. التعاون الوثيق بين جميع الدول ذات التمثيل الدبلوماسي المتبادل على أُسس متينة من الصداقة والمصلحة المشتركة .
3. التعاون مع جميع المنظمات الدولية والإقليمية.

### الثقافة
1. السعي لتوحيد مناهج التربية والتعليم في لبنان على أُسس علمية حديثة ومتطورة وعلى جميع الأراضي اللبنانية.
2. التعليم في مرحلته الابتدائية إلزامي مجاني .
3. تعميم المدارس المهنية والتجارية والزراعية في جميع مناطق لبنان .
4. مكافحة الأمّية والجهل بإنشاء مدارس ليلية مجانية والعمل على نشر الثقافة عبر إنشاء مكتبات عامة، وتأسيس نوادي أدبية ورياضية وفنية وكشفية في جميع المدن اللبنانية.

### الاقتصاد
1. وضع سياسة اقتصادية بعيدة المدى على ضوء علم الاقتصاد الحديث .
2. مكافحة الاحتكار والغلاء وتفعيل دور الرقابة لحماية المستهلك.
3. تشجيع الإنتاج الوطني الزراعي والصناعي وإيجاد أسواق لتصريفه في الخارج.
4. دعم المشاريع الزراعية والصناعية العامة من قبل الدولة عبر تسهيلات خاصة.